# Stoebe rosea
Stoebe rosea là một loài thực vật có hoa trong họ Cúc. Loài này được Wolley-Dod miêu tả khoa học đầu tiên năm 1901.